# William George Horner
William George Horner (* 1786 in Bristol; † 22. September 1837 in Bath) war ein englischer Mathematiker.

## Leben
Horner besuchte die Kingswood School Bristol. Bereits im Alter von 14 Jahren wurde er Hilfslehrer und vier Jahre später sogar Direktor seiner Schule. Er verließ Bristol 1809 und gründete seine eigene Schule in Bath.
Horners bedeutendster Beitrag zur Mathematik war das Horner-Schema zur Lösung (genauer: zur Auswertung) algebraischer Gleichungen. Es wurde am 1. Juli 1819 der Royal Society vorgelegt und noch im selben Jahr in den Philosophical Transactions of the Royal Society veröffentlicht. Jedoch war Horner nicht der Erste, der diese Methode entdeckte, da sie bereits fünf Jahrhunderte früher Zhu Shijie bekannt war (und außerdem Paolo Ruffini). Zhu verwendete zur Lösung von Gleichungen eine Umwandlungsmethode, die er fan fa nannte und die eben Horner als Horner-Schema wiederentdeckte.
Im 19. und frühen 20. Jahrhundert nahm das Horner-Schema einen wichtigen Platz in einigen Algebrabüchern ein. Dies lag vor allem an Augustus De Morgan, der es unter diesem Namen in einer Reihe seiner Artikel ausführlich behandelt hatte.

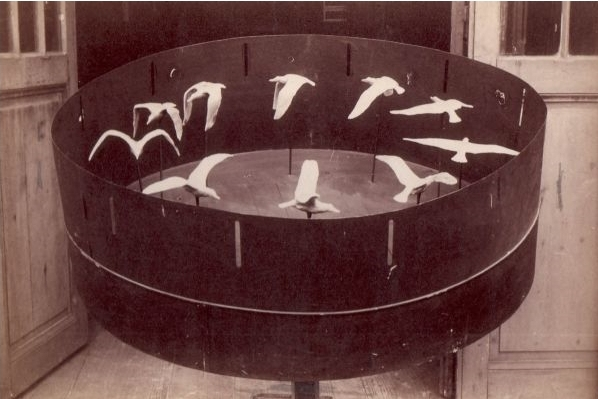
Zoetrop von 1887

Horner war aber auch im Bereich der Optik tätig: 1834 entwickelte er das Daedalum oder Daedatelum, das heute noch als Zoetrop bekannt ist.